# Karabinek Mannlicher M1890
Karabinek Mannlicher M1890 – austro-węgierski karabinek powtarzalny zaprojektowany przez Ferdinanda Mannlichera, będący protoplastą serii karabinów M1895.

## Historia
W 1886 r. Armia Austro-Węgier rozpoczęła przezbrajanie się z przestarzałych karabinów jednostrzałowych Werndla, na dalece nowocześniejsze karabiny powtarzalne Mannlicher M1886. Niebawem jednak, we Francji wynaleziono nowy rodzaj prochu (proch bezdymny), który pod każdym względem przewyższał właściwości stosowanego dotychczas prochu czarnego. Austro-węgierscy decydenci postanowili dostosować do nowych standardów, swoje dopiero co wprowadzone karabiny (wprowadzając ich wersje rozwojowe: M1888/M1890), jednak głównym problemem, jaki napotkano była ich niska wytrzymałość oraz zawodność w związku ze stosowaniem ładunku miotającego, do którego nie były pierwotnie projektowane.
Zasadniczym problemem była konstrukcja zamka, wykorzystującego pojedynczy niesymetryczny rygiel wahliwy umiejscowiony w jego tylnej części oraz nieobrotowy tłok zaporowy. Zastosowanie amunicji elaborowanej silniejszym prochem bezdymnym powodowało problemy w funkcjonowaniu broni, częste zacięcia oraz szybkie zużywanie się części, grożące nawet rozerwaniem zamka.
Mannlicher chcąc temu zaradzić, próbował zainteresować armię karabinami o odmiennej konstrukcji (opracowywanymi przez niego wespół z Ottonem Schönauerem), jednak spotkał się ze zdecydowanym oporem konserwatywnych wojskowych. Wbrew logice pokładali oni nadzieję w modernizacji starszej konstrukcji. Niezrażony tym konstruktor wykorzystał zapotrzebowanie wojska na karabinek (skróconą wersję standardowego karabinu), do której konstrukcja M1888/M1890 nie nadawała się najlepiej ze względu na wymuszoną warunkami technicznymi długą komorę zamkową.
Względem wcześniejszych konstrukcji, w swoim nowym projekcie Mannlicher zastosował:
- Nowy zamek stanowiący rozwinięcie zamka dwutaktowego z jego wcześniejszego prototypowego karabinu, którego projekt w 1884 r. został odrzucony przez armię[1] . Zamek ten wykorzystywał obrotowy tłok zaporowy z umieszczonymi w jego przedniej części dwoma symetrycznymi ryglami, co rozwiązało problem z niezawodnością i wytrzymałością przy stosowaniu amunicji bezdymnej. Ponadto umożliwił on skrócenie komory zamkowej z 203 do 144 mm, co pozwoliło na skonstruowanie krótkiego karabinka przy jednoczesnym zastosowaniu w nim dostatecznie długiej lufy, tak by mogła zapewniać zadowalające osiągi balistyczne[6].
- Przeniesienie mocowania rączki zamkowej na korpus zamka, co było rozwiązaniem znacznie solidniejszym względem wcześniejszych modeli, gdzie element ten można było łatwo wyłamać podczas próby siłowego otwarcia zaciętego zamka[7].
- Nowy kurek (wystający z tylnej części korpusu zamka), który umożliwiał ponowne napięcie lub zwolnienie iglicy bez potrzeby otwierania zamka[7].
- Nowy bezpiecznik o całkowicie odmiennej konstrukcji[8].

Zakres kompleksowych zmian był na tyle duży, że opracowany w 1890 r. karabinek M1890 w niczym nie przypominał już karabinu M1890 (którego miał być po prostu skróconą wersją), a z którego pozostał praktycznie tylko celownik. Karabinek M1890 stał się więc całkowicie nową konstrukcją, wykorzystującą rozwiązania odrzucane wcześniej przez armię.
23 grudnia 1890 r. nową broń postanowiono priorytetowo wprowadzić przede wszystkim do oddziałów kawalerii, której podstawowe uzbrojenie nadal stanowiły skrajnie przestarzałe jednostrzałowe karabinki Werndla (w niewielkiej tylko liczbie uzupełniane przez karabinki powtarzalne M1886 ). Rok później wprowadzono również zmodyfikowaną wersję karabinka przeznaczoną dla oddziałów technicznych i żandarmerii, a w 1894 r. dla marynarki wojennej. Ogółem dla armii austro-węgierskiej wyprodukowano 105 000 karabinków M1890 wszystkich wersji, a także dodatkowe 10 218 na eksport do Bułgarii . Ponadto karabinek spotkał się z zainteresowaniem ze strony armii szwajcarskiej, dla której opracowano wersję bazującą na oryginalnym projekcie (M1893).
Mimo wykazania zdecydowanej wyższości nowego zamka konserwatyzm austro-węgierskich decydentów sprawił, że jeszcze przez kilka lat dla piechoty nadal produkowano przestarzałe karabiny M1890. Ich upór został jednak z czasem przezwyciężony i w 1895 r. doceniono w końcu zalety nowej konstrukcji, efektem czego opracowano serię karabinów i karabinków M1895 bazujących na karabinku M1890. W 1896 r. wraz z uruchomieniem produkcji nowej broni ostatecznie zakończono wytwarzanie karabinów M1890  oraz karabinków M1890 . Mimo iż sukcesywnie zastępowano je nowocześniejszymi M1895, nigdy nie zostały jednak wyparte z wyposażenia armii austro-węgierskiej. Wiele z nich pozostało na uzbrojeniu jednostek pierwszoliniowych przez całą I wojnę światową, aż do upadku dualistycznej monarchii. Po zakończeniu wojny znalazły się za to na wyposażeniu armii państw powstałych w wyniku rozpadu Austro-Węgier (m.in. Wojska Polskiego).

## Wersje
- Kavallerie Repetierkarabiner M1890 – karabinek przeznaczony dla kawalerii. Mocowanie pasa nośnego umieszczono na boku łoża i kolby. W tej wersji karabinek ma jedynie przedni bączek, pozbawiony jest koźlika i możliwości mocowania bagnetu[c][19][1] .
- Extra-Corps Gewehr M1890 – przeznaczony dla oddziałów technicznych i żandarmerii. Karabinek wyposażono w dodatkowy bączek (pośredni) oraz osadę bagnetu (umieszczoną odmiennie niż w poprzednich karabinach – z prawej strony broni). Mocowanie pasa nośnego przeniesiono pod spód broni (na kolbie oraz bączku pośrednim). Dodatkowo w kolbie umieszczono schowek na przybory do czyszczenia broni[20][1] .
- Repetierstutzen M1890 – przeznaczony dla marynarki wojennej. Tak jak wersja kawaleryjska pozbawiony bączka pośredniego, jednak mocowanie pasa nośnego znajduje się pod bronią (na kolbie i łożu). Karabinek wyposażony jest dodatkowo w koźlik, a osadę bagnetu przeniesiono na lewą stronę broni[20][1] .

Modyfikacje z okresu międzywojennego:
- M1890/30 – konwersja karabinków M1890 dokonana w powojennej Republice Austriackiej dostosowująca je do zasilania nową ostrołukową amunicją 8 × 56 mm R. Zmodyfikowane karabinki oznaczano poprzez wybicie litery „S” na komorze nabojowej[21].
- 31.M[d] – analogiczna konwersja dokonana w powojennym Królestwie Węgier. Zmodyfikowane karabinki oznaczano poprzez wybicie litery „H” na komorze nabojowej[22].

## Użytkownicy
- Austro-Węgry. Karabinki M1890 oficjalnie stanowiły wyposażenie poszczególnych formacji armii austro-węgierskiej w latach 1891–1896. Następnie zastępowano je pokrewnymi karabinkami M1895. Mimo to M1890 pozostały na wyposażeniu do końca istnienia tego państwa (1918 r.).
Po I wojnie światowej karabinki te zostały odziedziczone przez państwa tworzące się na gruzach Austro-Węgier:
  -  Austria (Republika Niemieckiej Austrii / Republika Austriacka).
  -  Czechosłowacja (I Republika Czechosłowacka / II Republika Czechosłowacka).
  -  Polska.
  -  Jugosławia (Królestwo SHS / Królestwo Jugosławii).
  -  Węgry (Węgierska Republika Ludowa / Węgierska Republika Rad / Królestwo Węgier).
- Bułgaria. Armii bułgarskiej dostarczono dokładnie 10 218 szt. M1890 wyprodukowanych w austro-węgierskich zakładach Œ.W.G.[1]
- Emirat Afganistanu. Niewielka, nieznana dokładnie liczba (szacowana na 100–1000 szt.) M1890 znalazła się w Afganistanie. Karabinki nie noszą oznaczeń austro-węgierskich, a sygnowane są za to herbem emiratu oraz islamską datą „1317” (co odpowiada w kalendarzu gregoriańskim dacie 1899 – a więc 3 lata po zakończeniu oficjalnej produkcji). Karabinki mają analogiczną budowę jak wersja kawaleryjska, jednak dodatkowo wyposażono je w schowek umieszczony w kolbie (jak w wersji dla żandarmerii) i niewystępującą w innych wersjach dźwignię do wyrzucania ładownika, umieszczoną na bocznej ściance magazynka (podobną do tej z eksperymentalnego karabinu Mannlicher M1885). Spekuluje się, iż mogło być to zamówienie dokonane przez emira Abdur Rahman Chana, jednak brak na to jednoznacznych dowodów[23].